# سان مانگو دآکوینو
سان مانگو دآکوینو (به ایتالیایی: San Mango d'Aquino) یک کومونه در ایتالیا است که در استان کاتانزارو واقع شده‌است. سان مانگو دآکوینو ۶ کیلومتر مربع مساحت و ۱٬۶۱۵ نفر جمعیت دارد و ۴۵۰ متر بالاتر از سطح دریا واقع شده‌است.